# Respondent
Der Respondent (von lateinisch respondere „antworten“) ist eine Person, die in verschiedenen Bereichen auf etwas Vorhandenes reagiert.

## Psychologie
Respondent ist die Bezeichnung für einen Interviewpartner oder Befragten in einer Untersuchung.
Respondentes Verhalten bezeichnet automatische Reaktionsweisen, die unabhängig von bewusster Steuerung geschehen, im Gegensatz zu operantem Verhalten.

## Recht
In einem Verfahren ist Respondent eine Bezeichnung für einen Beklagten, besonders im englischsprachigen Raum.

## Universität
Im Mittelalter und in der Neuzeit war der Respondent eine Person, die in einer Disputation auf eine These antwortete. Diesem stand der Opponent gegenüber, der eine Gegenthese vertrat.
In akademischen Abschlussarbeiten (Dissertationen) im 17. und 18. Jahrhundert schrieb ein von der Universität dazu beauftragter Respondent häufig eine Einschätzung.
In logischen Streitgesprächen gab es Dialoge zwischen einem Proponenten, der eine Position vertrat, und einem Respondenten, der darauf antwortete.